# Хачико
Хачико (јап. ハチ公; 10. новембар 1923 — 8. март 1935, познатији у Јапану као Чутен Хачико (јап. 忠犬ハチ公 — верни пас Хачико) је пас јапанске пасмине акита, рођен на фарми у префектури Акита, постао је познат октобра 1932. године после репортаже једног јапанског новинара о псу, који годинама на железничкој станици чека свог покојног газду да се врати са посла.

## Прича о Хачику
Пас је ушао у историју због своје велике оданости власнику, јапанском професору Хидесабуроу Уеноу, предавачу на токијском универзитету. Хачико, ког је професор добио 1924. године, сваки дан је ишао до оближње железничке станице Шибуја, где је чекао свог господара приликом повратка са посла. Међутим 1925. године, професор Хидесабуро Уено је на послу доживео инфаркт услед чега је умро. Ипак, лојалност пса је била толика, да је Хачико сваког дана долазио на станицу Шибуја да би сачекао свог господара. Пас Хачико је након скоро пуних десет година пронађен мртав испред станице Шибуја, где је до свог последњег дана ишао да чека свог господара. На станици Шибуја у почаст Хачику стоји његов споменик, подигнут за његова живота у априлу 1934. године. Његови препарирани остаци се налазе у јапанском Народном музеју науке у Уеноу, Токио.
Споменик је уништен у време Другог светског рата и обновљен 1948. године. У 2015. години Универзитет Токија у част Хачија и његовог омиљеног човека поставио је и други споменик који приказује њихов коначан сусрет. 
У месту Одате, на педесетогодишњицу оснивања Удружења за очување акита паса отворен је и музеј посвећен Хачију. У Токију на станици Шибуја, сваке године љубитељи паса организују церемонију у сећање на овог верног пса.

## Утицај на културу
До сада је снимљено неколико филмова о Хачику:
- Хачикова прича (јапански-ハチ公物語), јапански филм из 1987. године.[4]
- Хачико: Прича о псу (енглески-Hachi: A Dog's Tale) амерички филм из 2009. године, међутим радња филма се дешава у Америци, а име пса је промењено у Хачи.[5]

Сајт Гугл је 10. новембра 2012. године, на 89. рођендан пса Хачика, користио његову слику као лого.